# 안일
안일(安日, ? ~ ?)은 오손의 군주로, 3대 소곤미다. 2대 소곤미 부리의 아들이다.

## 생애
아버지가 작은아버지 일이(日貳)에게 살해되자, 전한의 지지를 받아 소곤미가 됐다. 일이가 강거로 도망치자, 귀족 고막닉(姑莫匿) 등 세 사람을 강거로 보내 일이를 따르게 한 다음 암살하게 했다. 이들은 전한의 서역도호 염포(서역도호 임기 기원전 30년 ~ 기원전 28년)에게 포상을 받았다. 후에 투항민들에게 살해돼 전한에서 동생 말진장으로 뒤를 잇게 했다.

## 출전
- 반고: 《한서》 권96하 서역전제66하, 동북아역사재단 편집 《한서외국전역주》에서 인용